# 约瑟芬·肖·洛厄尔
约瑟芬·肖·洛厄尔（Josephine Shaw Lowell）是十九世纪美国进步主义改革领军人物。她于1890年创建美国消费者联盟而闻名。
她的传记作者将她描述为“社会改革家中的贵妇”（"grand dame of the social reformers"）。

## 个人经历

### 青少年时期
约瑟芬·肖·洛厄尔于1843年在马萨诸塞州罗克斯伯里的一个富有的新英格兰家庭出生。她的父母弗朗西斯·乔治和莎拉·布莱克·肖是一族慈善家和知识分子，鼓励他们的五个孩子学习，学习和参与社区活动。他们在法国和意大利居住了好几年，然后在约瑟芬还是个孩子的时候定居在斯塔滕岛。

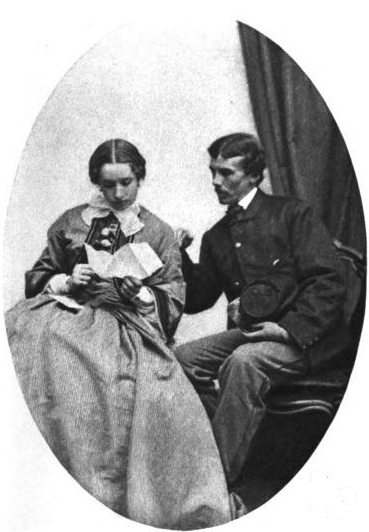
1863年的约瑟芬·肖和罗尔上校

约瑟芬在1863年嫁给了商人查尔斯·罗素·洛厄尔。在美国内战的时候，她跟随他去了弗吉尼亚州。约瑟芬在战场上帮助伤员。查尔斯在战斗中过世，在他们结婚一年的前一个月，他们的女儿卡洛塔诞生了。

### 进步领袖
约瑟芬与卡洛塔搬回了的史坦顿岛，并与她的父母住在一起。 父亲去世后，她和她的母亲、女儿在纽约市并且成为了一名商人和改革者。约瑟芬活跃在美国反帝国主义联盟，在那里她遇到了其他有名的进步主义者。她于1901-1905年担任联盟副主席，是菲律宾独立的伟大倡导者。

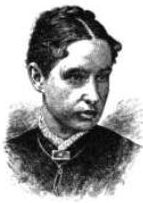
约瑟芬·肖·洛厄尔

约瑟芬致力于社会正义和改革，抓住机遇参与逐步改革和消除贫困。她曾经说过：“如果劳动人民有他们所需的一切，我们就不会有穷人和罪犯。在他们堕落之前先将他们拯救，会比以后花掉你们的生命才找他们出來更好。”
1876年，纽约州州长塞缪尔·蒂尔登任命约瑟芬为纽约州慈善总局局长。她是第一个担任这个职位的女性，她直到1889年才积极参与董事会。
她一生中也创立了许多慈善组织，其中包括：
- 1882年 纽约慈善组织，妇女避难所（后来被称为纽约纽约女学生训练学校（英语：New York Training School for Girls））
- 1894年 女子市政联盟
- 1895年 纽约州公务员制度改革协会

### 之后的生活

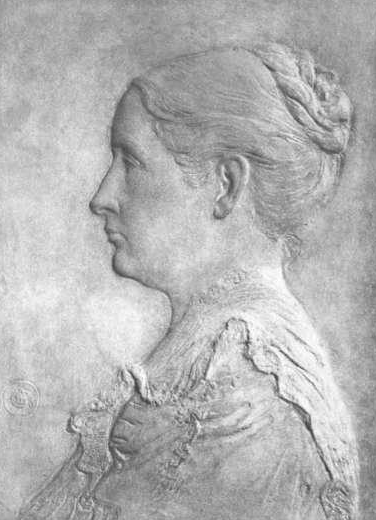
约瑟芬·肖·洛厄尔，于1899年（由圣奥古斯丁（圣奥古斯都）

也许她最广泛而有效的组织是她于1890年成立的纽约消费者联盟，这个组织致力于提高纽约市女工的工资和工作条件，联盟特别关心零售店员。约瑟芬出版了一份“白名单”，其中列出了已知对待女工友好的知名品牌。最初，这个名单很短。
纽约消费者联盟在全国各地的许多其他城市被接受。紐約消費者聯盟（NCL）成为强大的游说团体。

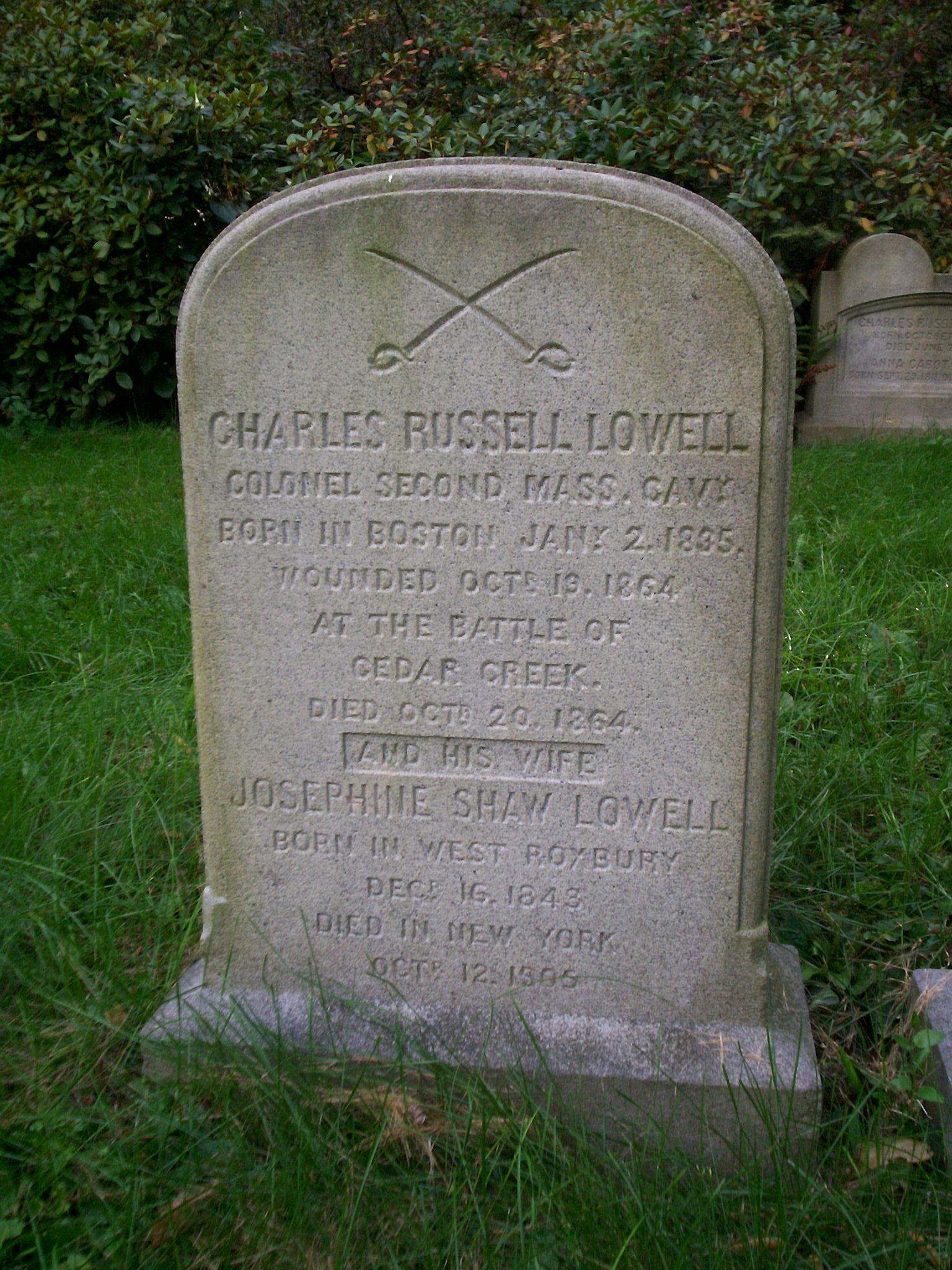
约瑟芬·肖洛尔的坟墓和她的丈夫查尔斯·罗素·洛厄尔奥本山公墓

她于1905年在纽约市的家中死于癌症，并与她的丈夫在埋葬在马萨诸塞州的剑桥奥本墓地。
约瑟芬·肖·洛厄尔纪念喷泉位于布莱恩特公园的纽约公共图书馆主要分馆；同时，这也是纽约市第一个献给女人的公共纪念碑。

## 作品
- Public Relief and Private Charity (1884).
- Industrial Arbitration and Conciliation (1893).